# Carmona y Valle
Carmona y Valle es una congregación del municipio de Tamalín, ubicado en la región de la huasteca alta del estado mexicano de Veracruz.

## Geografía
La localidad se ubica a 3.0 kilómetros (en dirección sudeste) de la localidad de Tamalín, la cabecera y lugar más poblado del municipio. Se sitúa en las coordenadas geográficas 21°21′33″N 97°47′41″O / 21.359167, -97.794722, a una elevación de 88 metros sobre el nivel del mar.

## Demografía
Según el Conteo de Población y Vivienda 2020, efectuado por el Instituto Nacional de Estadística y Geografía, la localidad tiene 692 habitantes, de los cuales 336 son del sexo masculino y 356 del sexo femenino. Su tasa de fecundidad es de 2.47 hijos por mujer y tiene 189 viviendas particulares habitadas.
| Gráfica de evolución demográfica de Carmona y Valle entre 1900 y 2020 |
|                                                                       |
| INEGI.                                                                |